# Aphodopsammobius australicus
Aphodopsammobius australicus är en skalbaggsart som beskrevs av Blackburn 1904. Aphodopsammobius australicus ingår i släktet Aphodopsammobius och familjen Aphodiidae. Inga underarter finns listade i Catalogue of Life.